# Multilingual User Interface
Multilingual User Interface (MUI) là tên của một dạng giao diện của Microsoft dành cho Microsoft Windows, Microsoft Office và các ứng dụng khác cho phép cài đặt nhiều ngôn ngữ giao diện trên một hệ thống. Trên hệ thống có MUI, mỗi người dùng sẽ có thể chọn ngôn ngữ hiển thị ưa thích của riêng họ. Giao diện MUI đã được giới thiệu với Windows 2000 và đã được sử dụng trên mọi bản phát hành kể từ đó (lên đến Windows 10). MUI đã được cấp bằng sáng chế quốc tế có tiêu đề "Multilingual User Interface for an Operating System" ("Giao diện người dùng đa ngôn ngữ cho hệ điều hành").Nó được phát triển và phát hành bởi Bjorn C. Rettig, Edward S. Miller, Gregory Wilson và Shan Xu.
Về mặt chức năng, gói MUI cho một sản phẩm nhất định, thực hiện nhiệm vụ tương tự như các phiên bản địa phương hóa của sản phẩm đó, nhưng với một số khác biệt về kỹ thuật. Trong khi cả phiên bản phần mềm và phiên bản MUI được địa phương hóa đều hiển thị menu và hộp thoại bằng ngôn ngữ được nhắm đến, chỉ các phiên bản được địa phương hóa mới có tên tệp và thư mục được dịch. Phiên bản địa phương hóa của Windows dịch hệ điều hành cơ sở cũng như tất cả các chương trình đi kèm, bao gồm tên tệp và thư mục, tên đối tượng, chuỗi trong registry và bất kỳ chuỗi nội bộ nào khác được Windows sử dụng sang một ngôn ngữ cụ thể. Các phiên bản bản địa hóa của Windows hỗ trợ nâng cấp từ phiên bản bản địa hóa trước đó và tài nguyên giao diện người dùng được bản địa hóa hoàn toàn, điều này không xảy ra đối với các phiên bản MUI của một sản phẩm. Các phiên bản MUI của một sản phẩm không dịch các chức năng quản trị, chẳng hạn như các mục registry và các mục trong Microsoft Management Console. Lợi thế của việc sử dụng MUI so với các phiên bản được địa phương hóa là mỗi người dùng trên máy tính có thể sử dụng MUI ngôn ngữ khác nhau mà không yêu cầu cài đặt các phiên bản phần mềm khác nhau và giải quyết các xung đột có thể phát sinh. Ví dụ: sử dụng công nghệ MUI, bất kỳ phiên bản Windows nào cũng có thể lưu trữ các ứng dụng Windows bằng bất kỳ ngôn ngữ nào khác.

## MUI trong Windows 2000 và Windows XP
Các sản phẩm MUI cho các phiên bản này chỉ có sẵn thông qua các thỏa thuận số lượng từ Microsoft. Chúng không có sẵn thông qua các kênh bán lẻ. Tuy nhiên, một số OEM đã phân phối sản phẩm. Cho đến Windows XP, các gói MUI cho một sản phẩm được áp dụng trên nền phiên bản tiếng Anh để cung cấp trải nghiệm người dùng được bản địa hóa.

## MUI trong Windows Vista và Windows 7
Windows Vista đã nâng cao hơn nữa công nghệ MUI với sự hỗ trợ cho các tệp nhị phân đơn lẻ, trung lập với ngôn ngữ, không phụ thuộc vào ngôn ngữ hỗ trợ nhiều giao diện ngôn ngữ, với các tài nguyên dành riêng cho ngôn ngữ được chứa trong các tệp nhị phân riêng biệt. Cấu trúc MUI tách các tài nguyên ngôn ngữ cho giao diện người dùng khỏi mã nhị phân của hệ điều hành. Sự tách biệt này giúp bạn có thể thay đổi hoàn toàn ngôn ngữ mà không cần thay đổi các tệp nhị phân lõi của Windows Vista hoặc cài đặt nhiều ngôn ngữ trên cùng một máy tính trong khi sử dụng các tệp nhị phân lõi giống nhau. Các ngôn ngữ được áp dụng dưới dạng gói ngôn ngữ chứa các tài nguyên cần thiết để bản địa hóa một phần hoặc toàn bộ giao diện người dùng trong Windows Vista.
Các gói MUI có sẵn cho người dùng Windows Vista Enterprise và như một phần của Ultimate Extras cho người dùng Windows Vista Ultimate. Gói MUI cũng có sẵn cho người dùng Windows 7 Enterprise và phiên bản Ultimate.
Bắt đầu từ Windows Vista, tập hợp các API MUI liên quan cũng được cung cấp cho các nhà phát triển để phát triển ứng dụng.
Bắt đầu từ Windows 7, Microsoft bắt đầu gọi MUI là "Language Packs" ("Gói ngôn ngữ"), mặc dù điều này không bị nhầm lẫn với Gói giao diện ngôn ngữ (Language Interface Pack - LIP).

## MUI trong Windows 8/8.1/RT và Windows 10
Bắt đầu từ Windows 8/RT, tất cả các bản của Windows đều có thể tải về tất cả các gói ngôn ngữ.